# Ucha
Ucha is een plaats (freguesia) in de Portugese gemeente Barcelos en telt 1 359 inwoners (2001).